# Arènes d'Arles
Les arènes d'Arles sont un amphithéâtre romain construit vers 80-90 apr. J.-C. sur les ordres de l’empereur Domitien, dans le cadre des extensions flaviennes de la ville. L’amphithéâtre d'Arles est le monument le plus important de l’ancienne colonie romaine qu'il nous est permis d’admirer, quelque deux millénaires après son édification. Son architecture est entièrement conçue en rapport avec sa vocation de lieu à grands spectacles, accueillant un public nombreux.

## Description
Les ingénieurs romains bâtissent l’amphithéâtre d’Arles sur la colline de l’Hauture. Pour ce faire, ils doivent démolir l’enceinte augustéenne érigée un siècle plus tôt.
Les arènes reprennent les caractéristiques classiques de ce type de construction et s'inspirent du Colisée de Rome tout juste terminé : un système d'évacuation par de nombreux couloirs d'accès, une scène centrale de forme elliptique entourée de gradins, des arcades, ici sur deux niveaux, le tout pour une longueur totale de 136 mètres, soit d’une dimension supérieure à celle des arènes de Nîmes construites peu après mais cependant mieux conservées (l'attique de couronnement des arènes d'Arles a malheureusement disparu). Cet édifice pouvait accueillir 25 000 spectateurs.
À Arles, comme dans tout l'Occident, l'amphithéâtre est, de la fin du Ier au milieu du IIIe siècle, le signe le plus évident de la romanisation.

## Histoire

### Période romaine

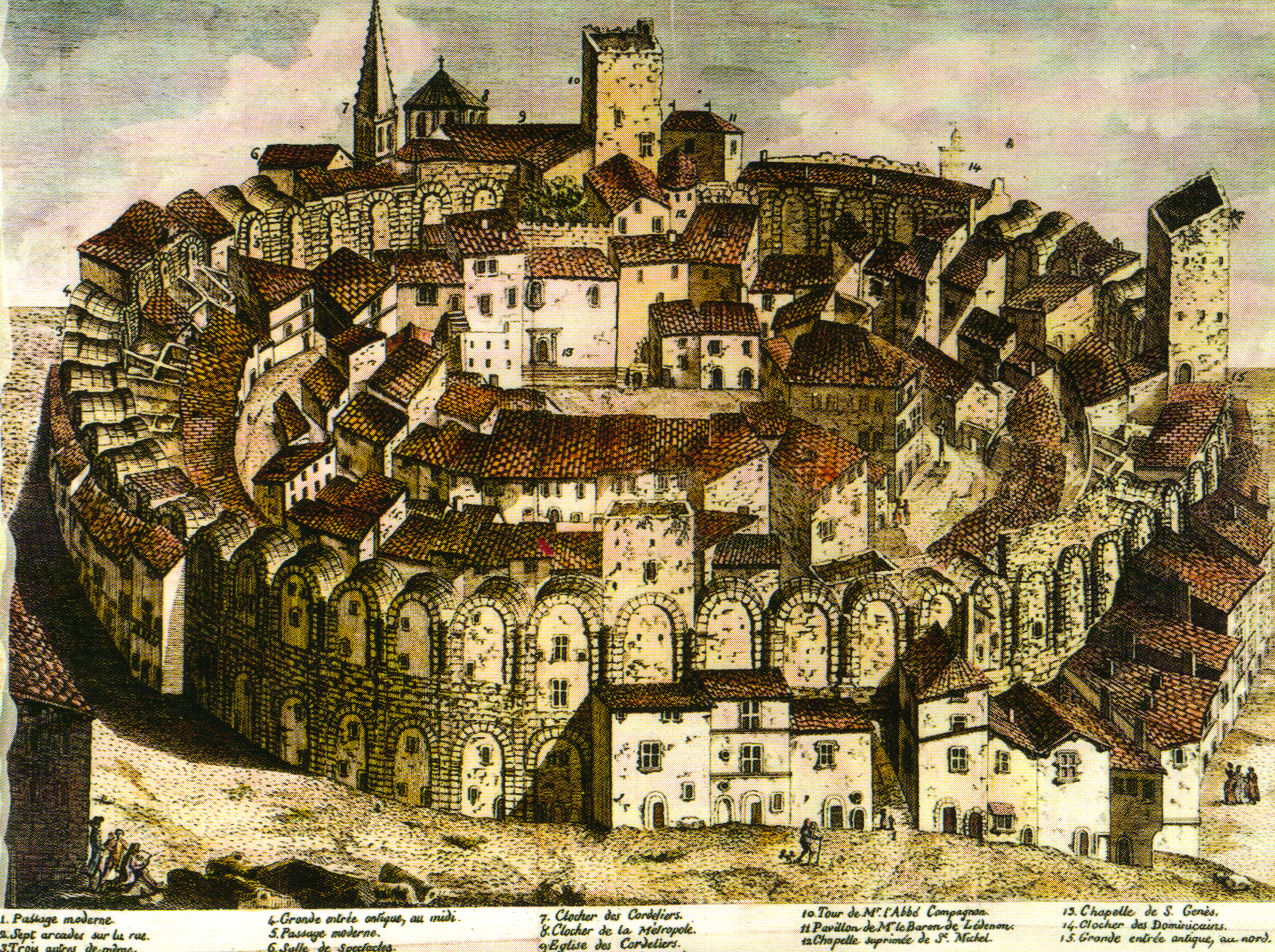
Les Arènes loties au XVIIIe siècle.

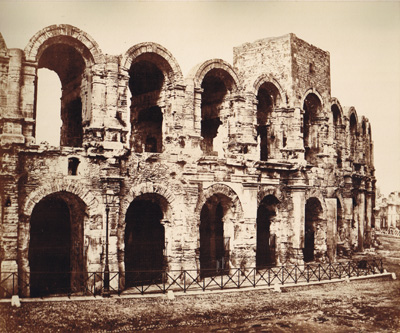
Les Arènes en 1851 (photographie d'Édouard Baldus)

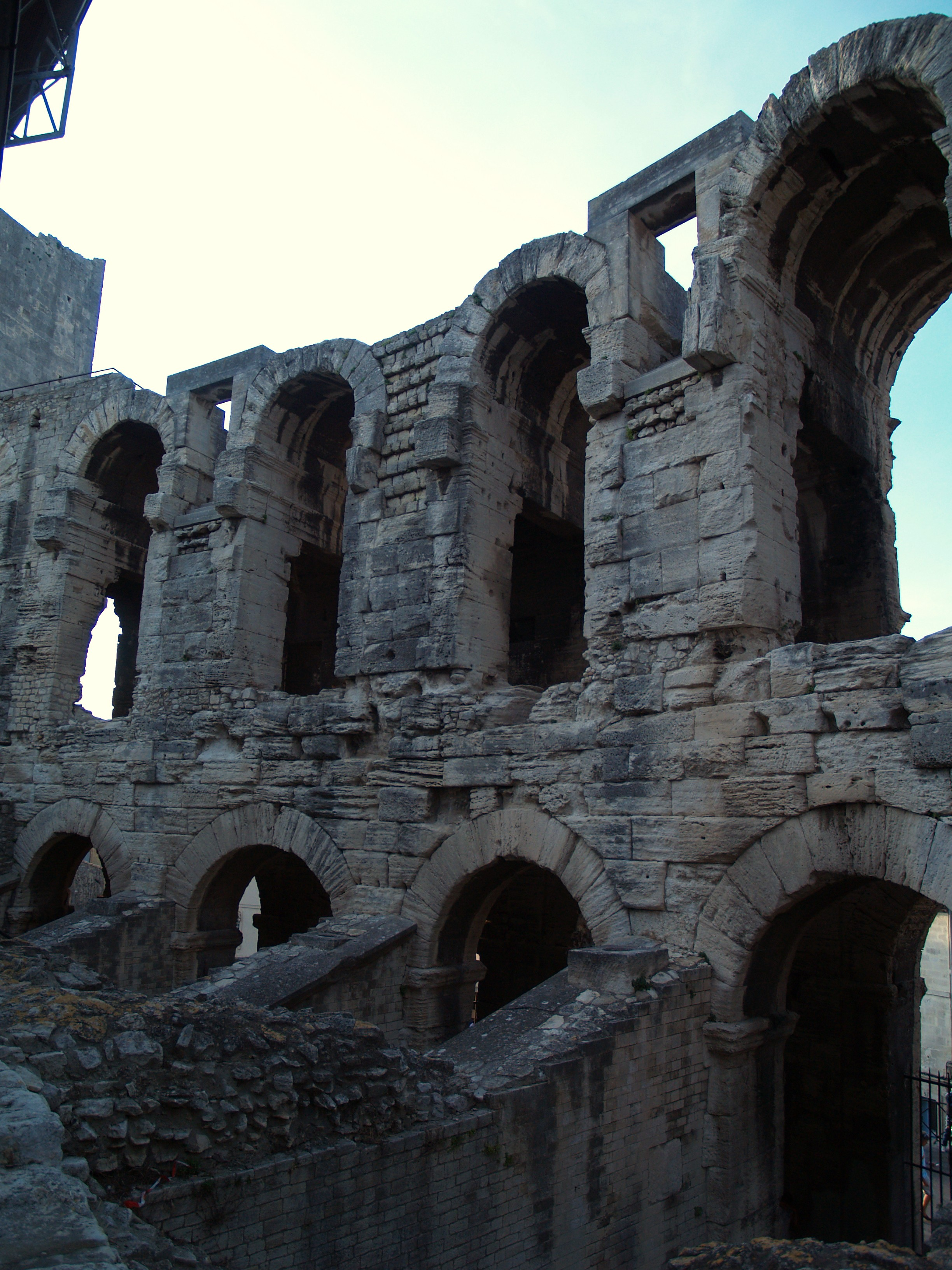
Les arches des arènes vue de l'intérieur en 2009.

Ce « temple » du jeu où s’affrontent les gladiateurs reste en fonction jusqu’à la fin de l’Empire romain. En 255, l'empereur Gallus y fait organiser des jeux en célébration des victoires remportées par ses armées dans les Gaules. Au début du IVe siècle, Constantin y fait représenter de grandes chasses et des combats à l'occasion de la naissance de son fils aîné. Plus tard, Majorien y donne plusieurs spectacles. Enfin, nous savons par Procope, qu'en 539, Childebert, roi de Paris, s'étant rendu dans le midi des Gaules, veut qu'on renouvelle en sa présence les jeux des antiques.
Des documents historiques montrent qu’il est encore utilisé sous l’épiscopat de Césaire et après le passage de la cité sous la domination franque, jusque vers 550.
À la fin du VIe siècle, les arènes s'adaptent à la nouvelle réalité du temps : le retour de l'insécurité. Les voilà donc transformées en bastide, sorte de forteresse urbaine qui au fil du temps se dote de quatre tours de défense et dans laquelle s'intègrent plus de deux cents habitations et deux chapelles.

### Période post-médiévale
Le médecin et géographe Jérome Münzer de passage dans la cité d'Arles en 1495 écrit :
« Aujourd'hui, de pauvres gens habitent ce théâtre, ayant leur cahutes dans les cintres et sur l'arène. »
Le roi François Ier, visitant la ville en 1516, s’en étonne et regrette de trouver un tel édifice dans un si triste état.
Cette fonction résidentielle se perpétue dans le temps avant que l'expropriation commencée dès la fin du XVIIIe siècle n'aboutisse définitivement en 1825 sous l’impulsion du maire de l’époque, le baron de Chartrouse. Les arènes retrouvent en 1830, lors d’une fête inaugurale à l’occasion de la célébration de la prise d’Alger, le côté festif et dramatique initial pour lequel elles ont été construites, comme une sorte de pérennisation des mœurs romaines, avec le spectacle taurin ce qui lui vaut son appellation courante actuelle d’Arènes. Mais ce n'est que le 30 décembre 1840 que la Commission archéologique fait démolir les dernières maisons adossées à l'amphithéâtre.
Cet amphithéâtre romain est classé monument historique dès 1840 sur l’initiative de l'écrivain Prosper Mérimée et en 1981, inscrit au Patrimoine mondial de l'UNESCO.
Les arènes ont également accueilli le jeu télévisé Intervilles en 1998 (contre Martigues) et en 2005 (contre Digne-les-Bains), et la finale entre Pont-Saint-Esprit et Saint-Quentin.

## Description
L'amphithéâtre d'Arles est composé de soixante travées et s'élève sur deux niveaux, l'attique qui les couronnait ayant disparu. À chaque niveau, une galerie circulaire donnait accès aux gradins par des escaliers alternant avec des passages verticaux.

## Travaux de restauration

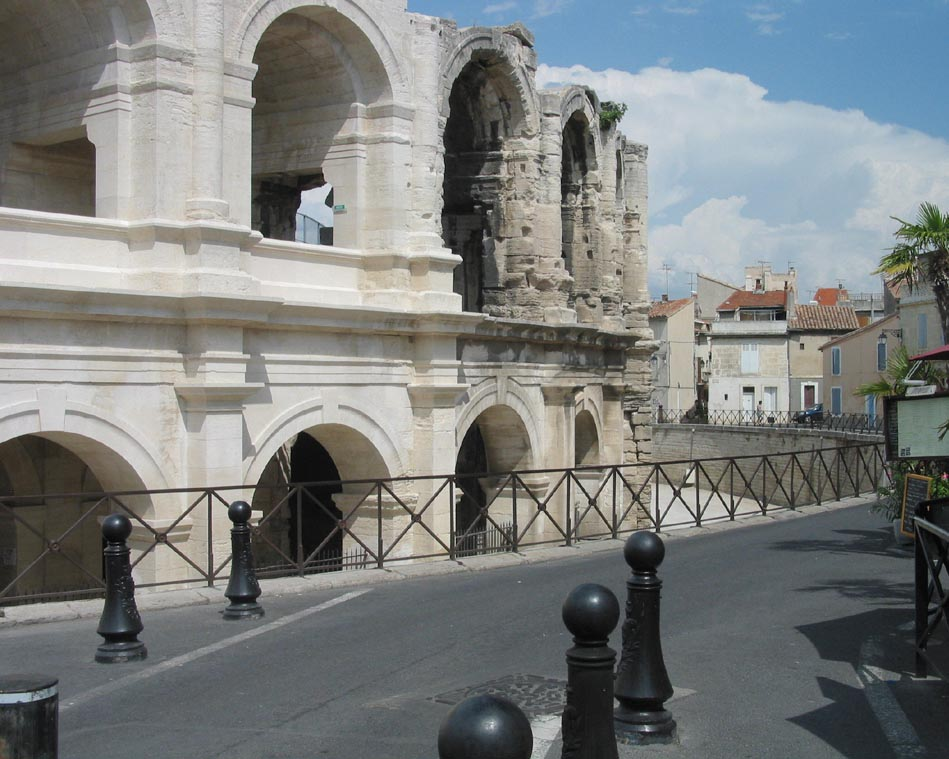
Les Arènes en 2006 : travaux de restauration.

Les rénovations se basèrent sur l'établissement d'un plan d'intervention prévoyant la consolidation de l'édifice, puis la réalisation d'une travée de référence.
Tout cela se fit sous la maîtrise d'œuvre de Jean-Pierre Dufoix, Architecte en chef et Inspecteur général des monuments historiques.
Les travaux sur la travée 45 furent planifiées par souci d'étanchéité et de références archéologiques. Des analyses et des méthodes permettront de rationaliser les interventions sur les autres travées. L'Institut de recherche sur l'architecture antique (IRAA) fut étroitement associé à ces travaux dans le but d'effectuer une étude complète des données archéologiques. L'IRAA effectua une série de relevés de géomètre, relevés photogrammétriques, relevés de pierre à pierre et contrôle des profils de référence. Ces investigations ont été complétées par des propositions de restitution par Myriam Fincker, Architecte attaché à l'IRAA ; elles déterminent un cadre strict pour les travaux de consolidation. 
La brochure Arles-Objectif Patrimoine réalisée, à l'initiative de la Conservation régionale des monuments historiques, par le Centre d'étude et de recherche sur l'architecture et l'urbanisme, a présenté un échantillon de dix grands chantiers de restauration en cours. 
Grâce au programme Raphaël des Communautés Européennes, les arènes s'inscrivent désormais dans le projet MINOTEC sur l'image des lieux antiques du spectacle.
Une Agence pour le patrimoine antique a été fondée en janvier 2001 par l'État et la Région Provence-Alpes-Côte d'Azur. Celle-ci permet d'aborder la politique de restauration des monuments en proposant des actions de mise en valeur des monuments ainsi que de sensibilisation des publics. Au-delà de l'opération de restauration des monuments, l'agence intervient sur la diffusion de la connaissance de ces ensembles monumentaux et propose des opérations culturelles et artistiques, de formation de professionnels, de sensibilisation des publics et de mise en valeur des monuments,,.
En 2013, la campagne de restauration menée par Alain-Charles Perrot, Architecte en Chef des Monuments Historiques, s'achève, et les Arènes sont rendues au public.
Cette opération s’inscrit dans le cadre du Plan Patrimoine Antique Provence-Alpes-Côte d’Azur pour la restauration et la mise en valeur de grands ensembles monumentaux antiques.
Près de 25 millions d’euros ont été consacrés à cette restauration qui a duré dix ans et qui a été, à cette période, l’un des plus grands chantiers sur le Patrimoine en France.

## De nos jours

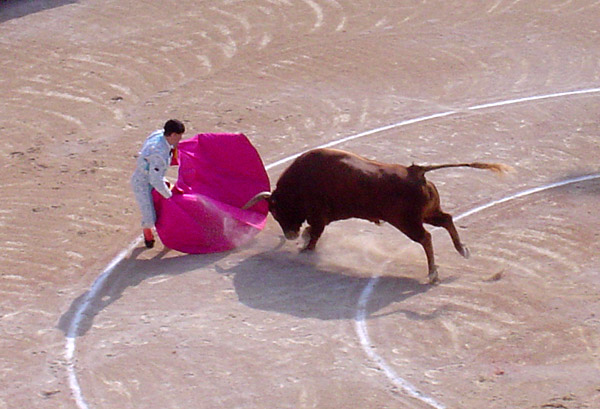
Les arènes d'Arles : corrida lors de la Feria d'Arles.

En 2023, l'amphithéâtre romain est le monument de la ville le plus visité, portant ainsi l’image d’Arles dans le monde entier.
Il est également le lieu qui abrite de nombreux spectacles, des corridas, des courses camarguaises (dont la cocarde d'or), des représentations théâtrales et des spectacles musicaux, une manière d'allier la préservation du patrimoine ancien et la vie culturelle d'aujourd'hui.

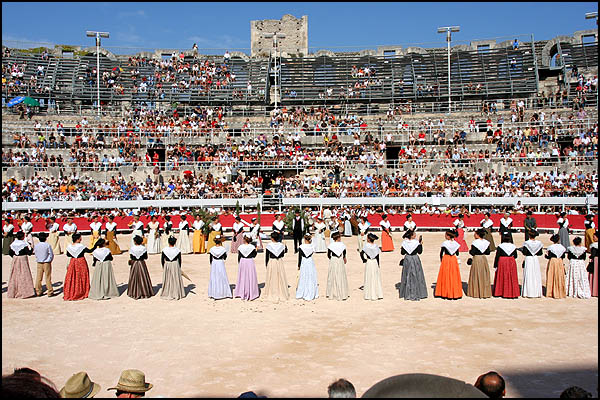
Cocarde d'Or.
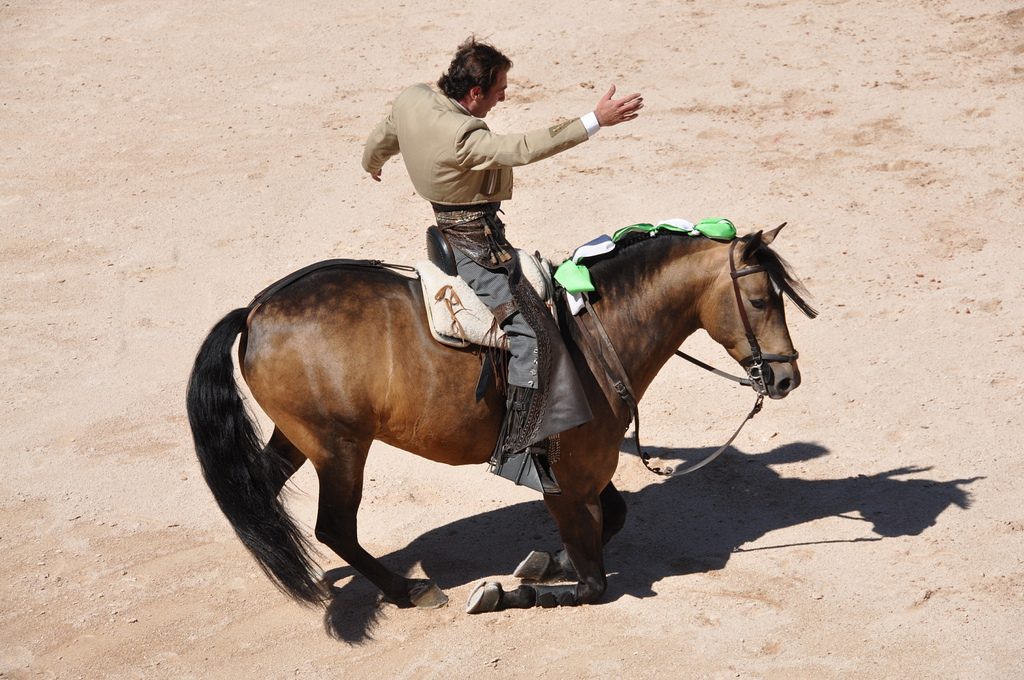
Féria de Pâques.
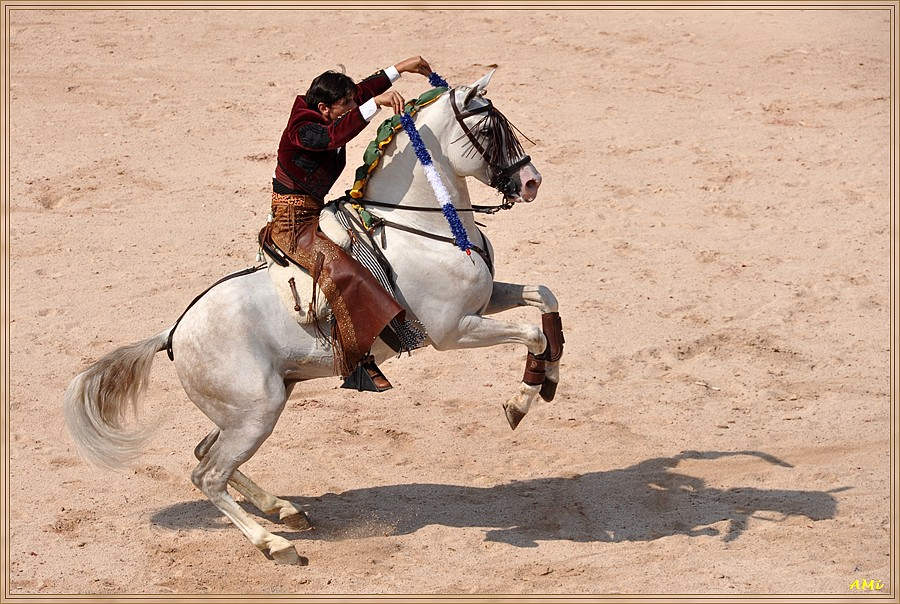
Féria du Riz.
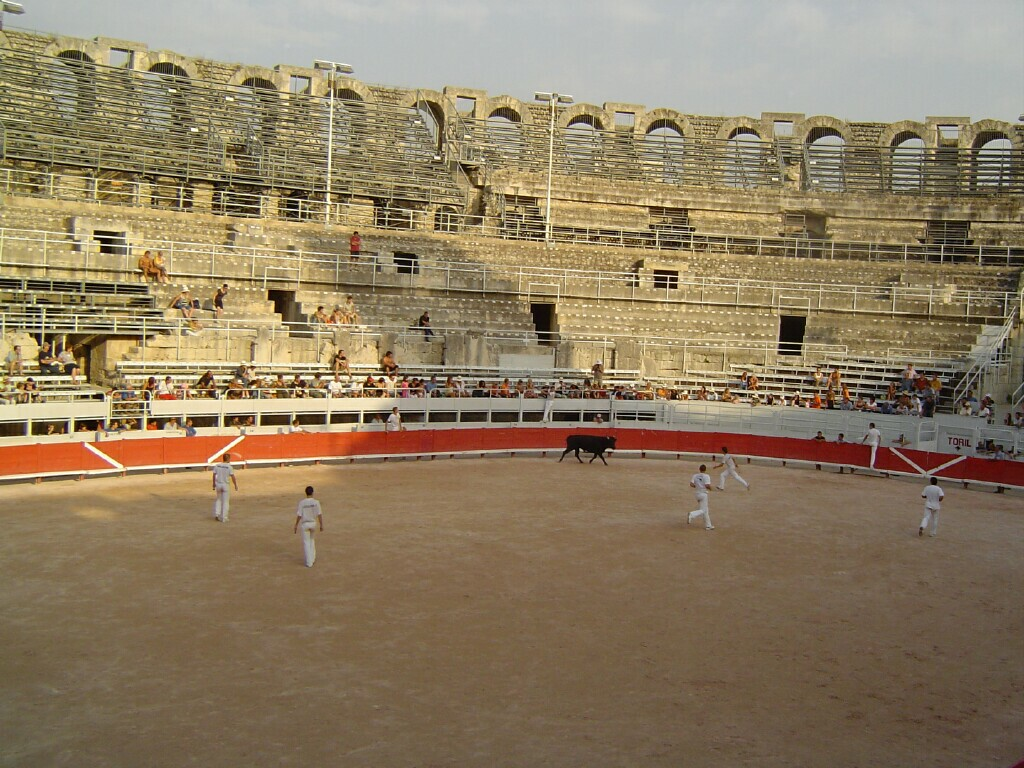
Course Camarguaise.

L'été voit un retour aux sources pour l'amphithéâtre : tous les mardis et jeudis, une équipe de professionnels fait revivre les us et coutumes romains, en présentant au public des combats de gladiateurs.

ACTA Combats Historiques Reconstitution de combats de gladiateurs aux arènes d'Arles
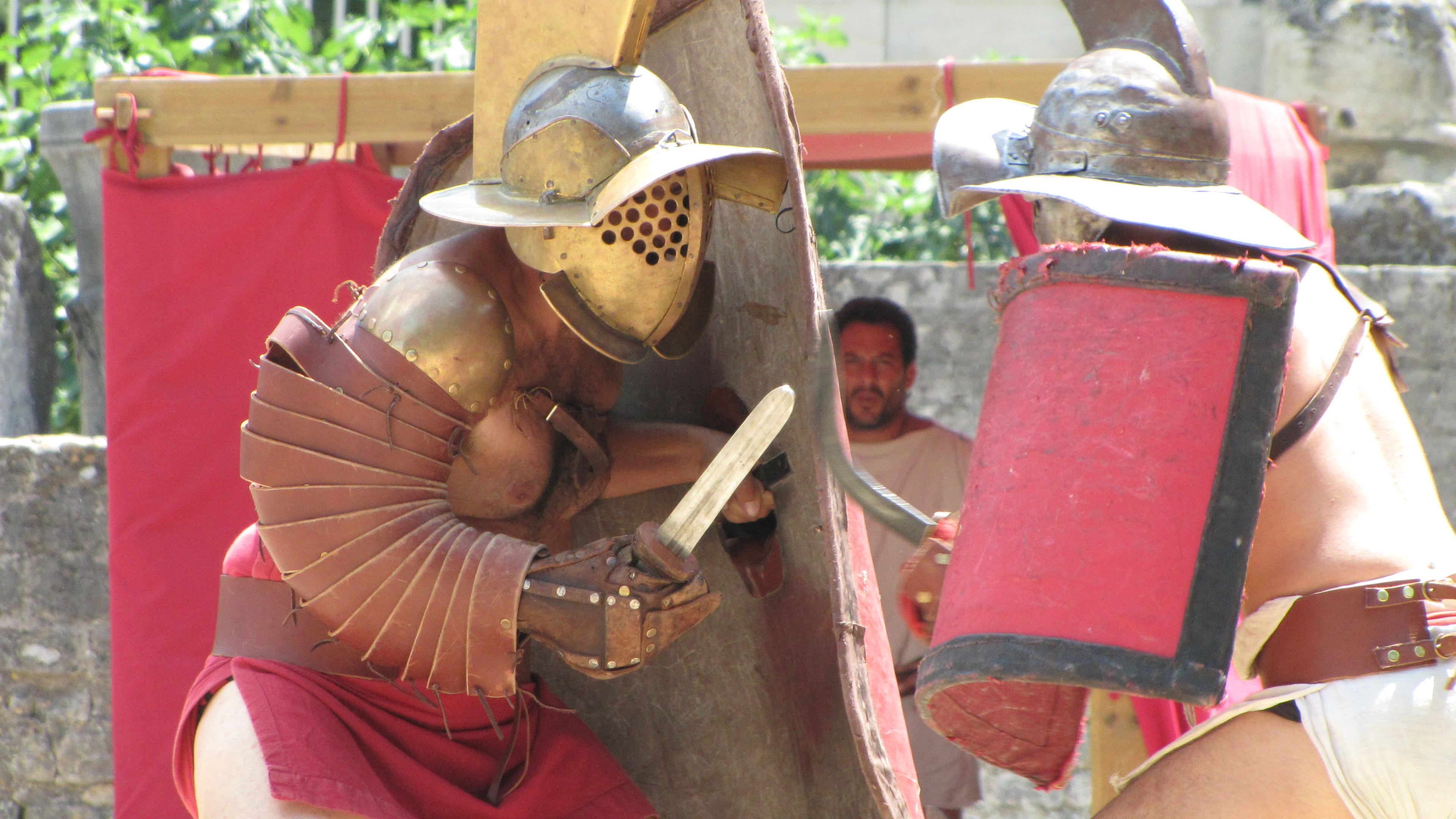
Gladiateur protégé par son bouclier et sa manica.
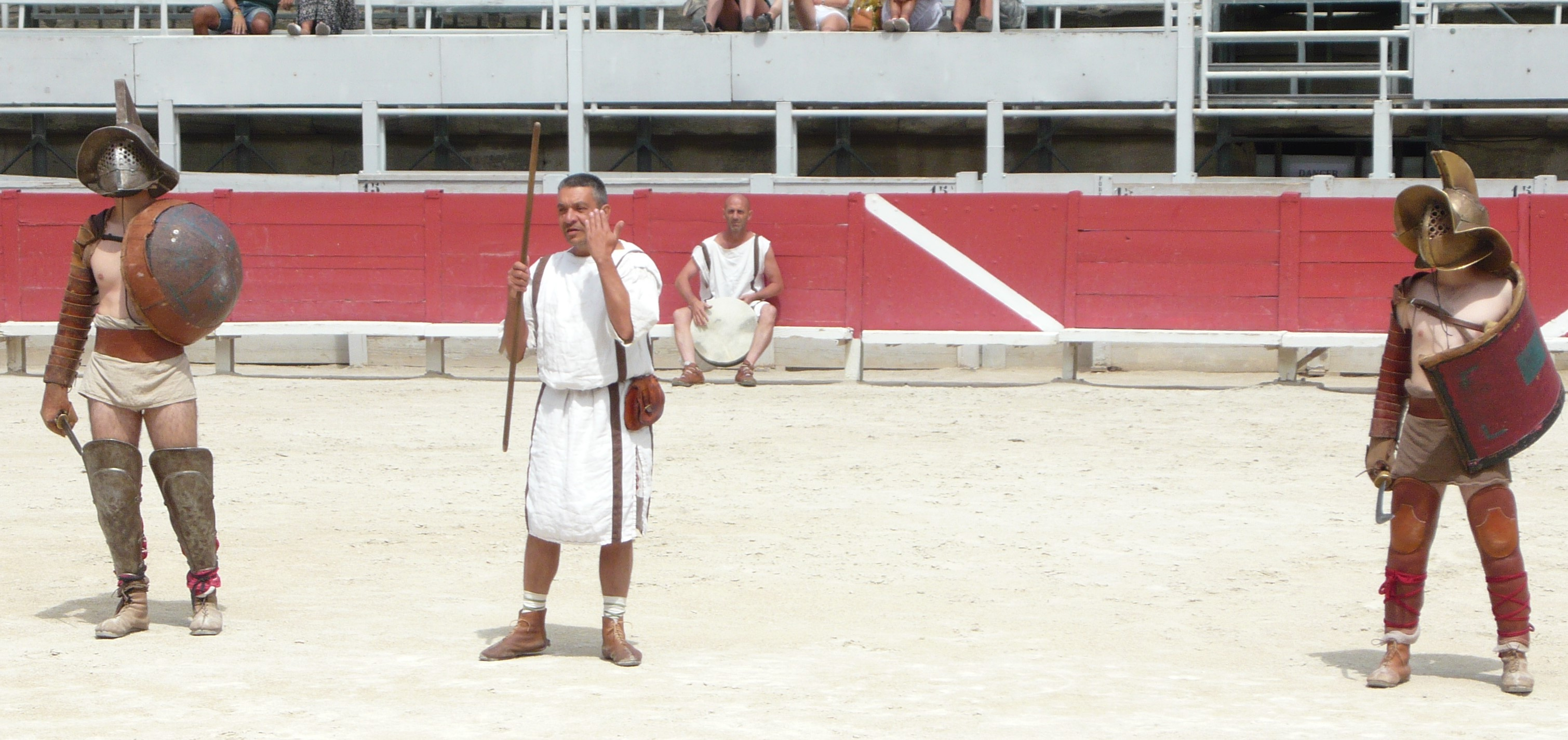
Présentation des gladiateurs par l'arbitre.
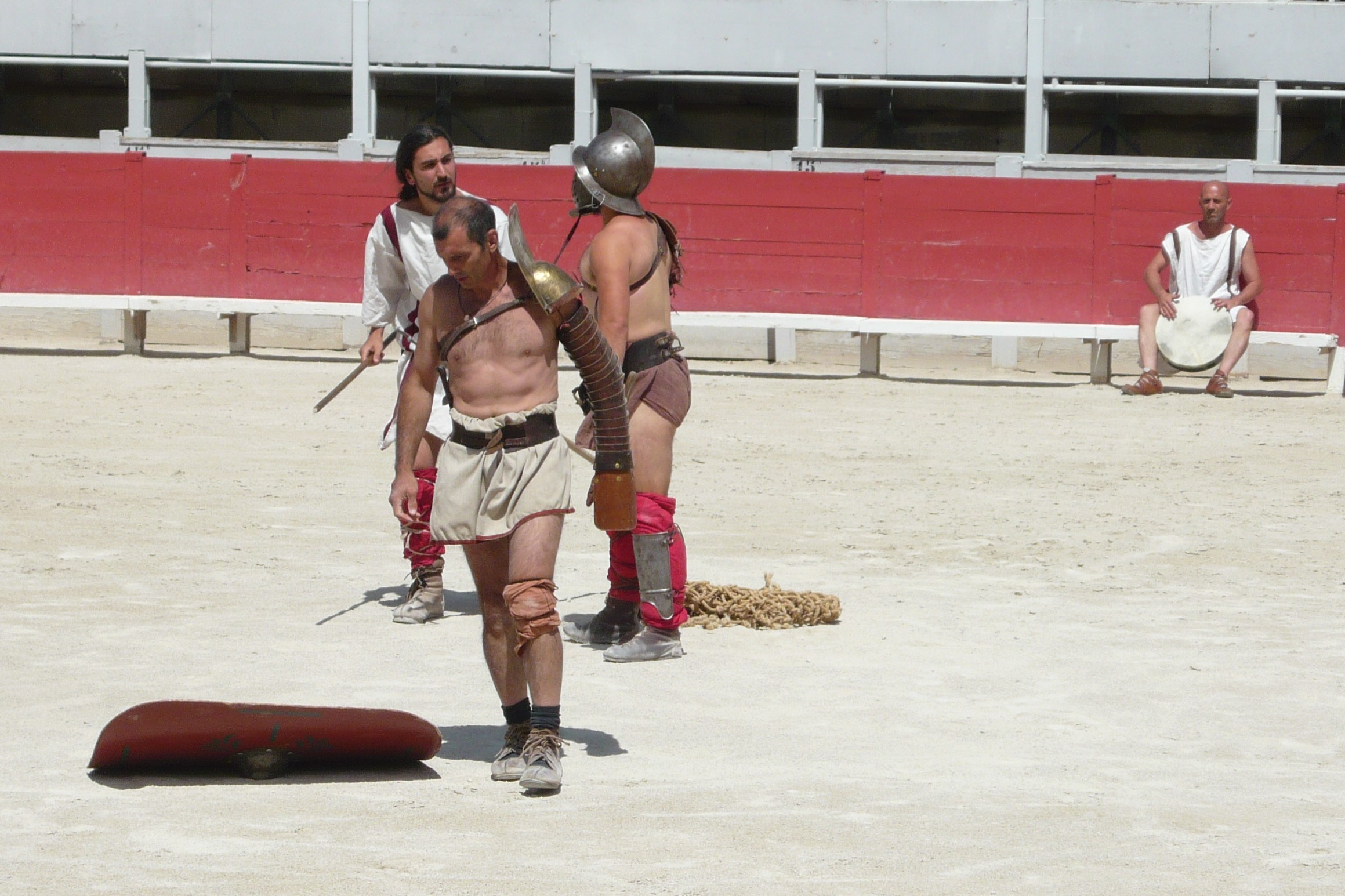
Arrêt momentané du combat rétiaire-secutor par l'arbitre.
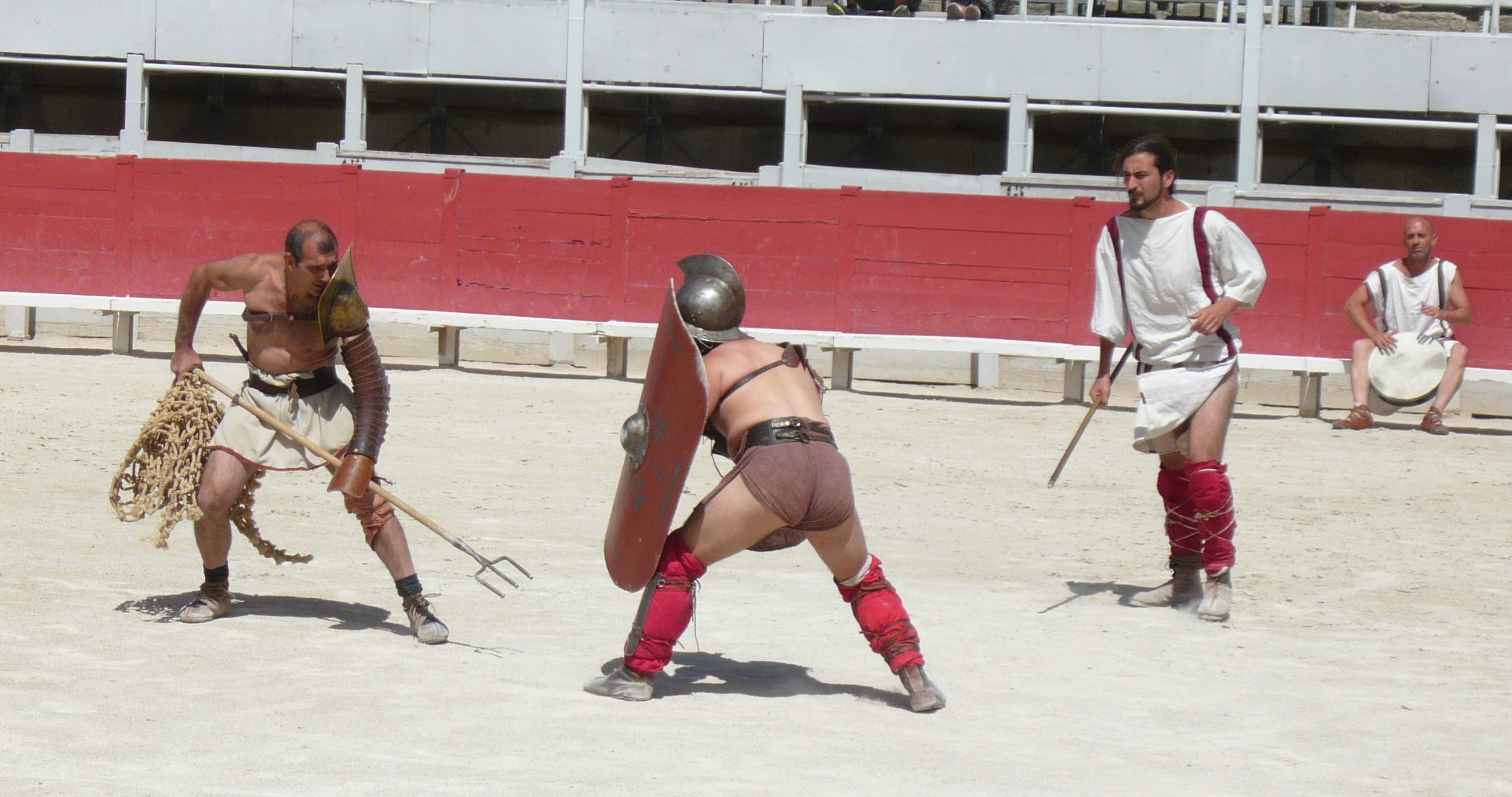
Reprise du combat.
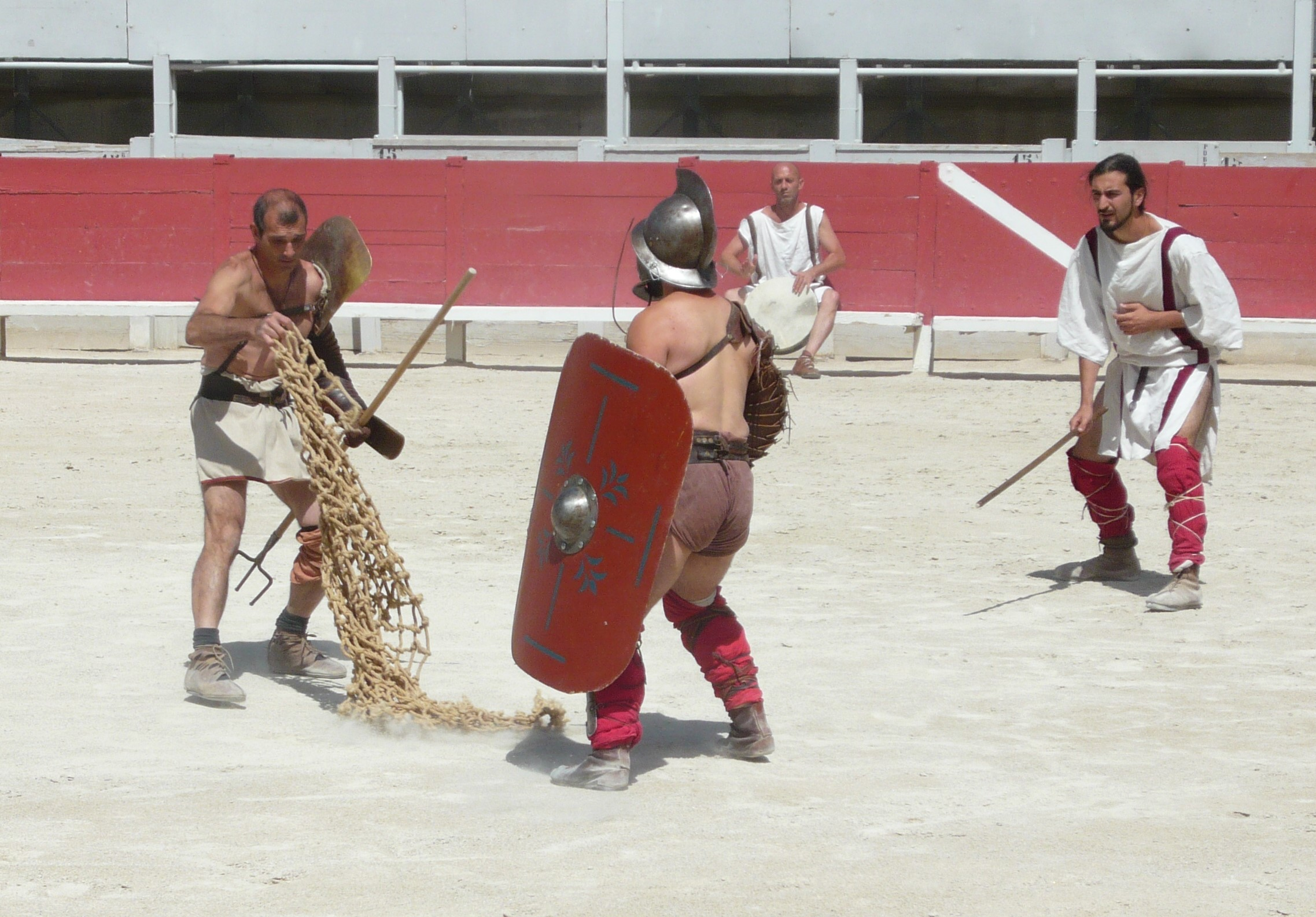
Le rétiaire ressaisit son filet.

## Dans la culture populaire

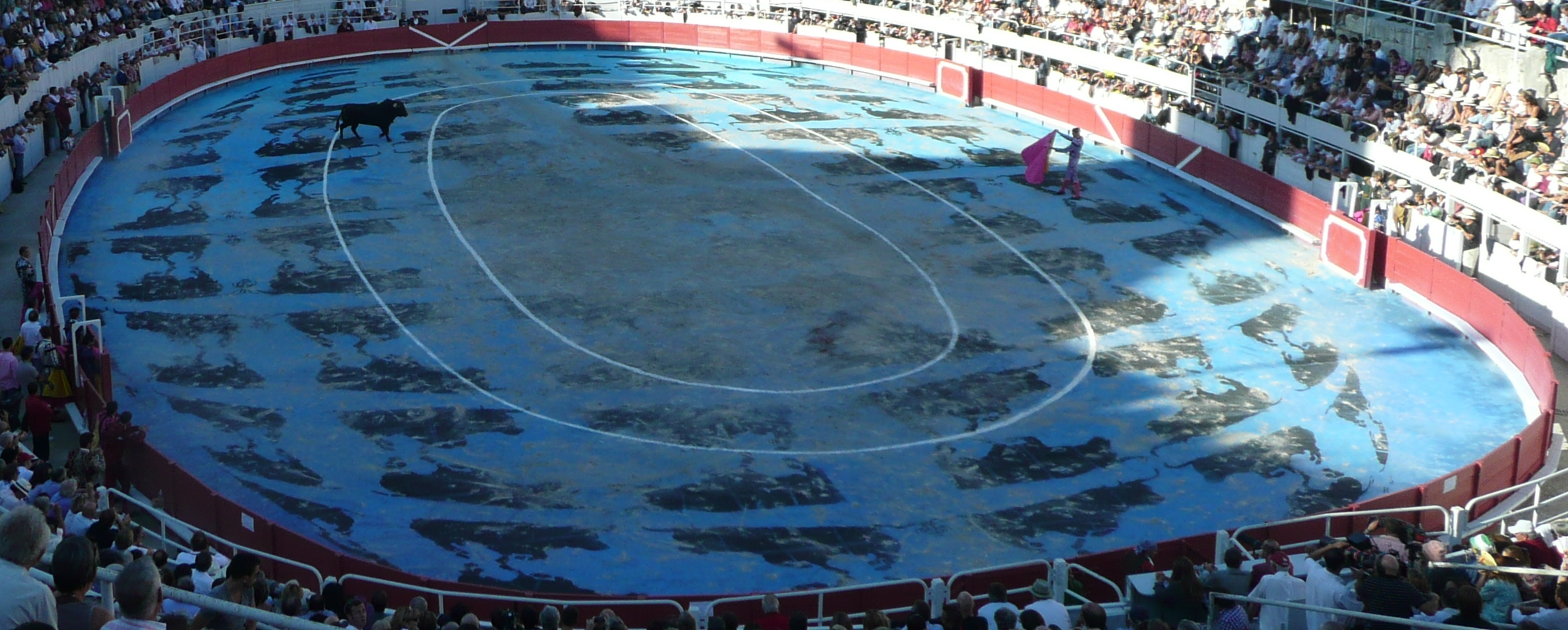
Ruedo des arènes d'Arles lors de la corrida goyesque du 11 septembre 2010.

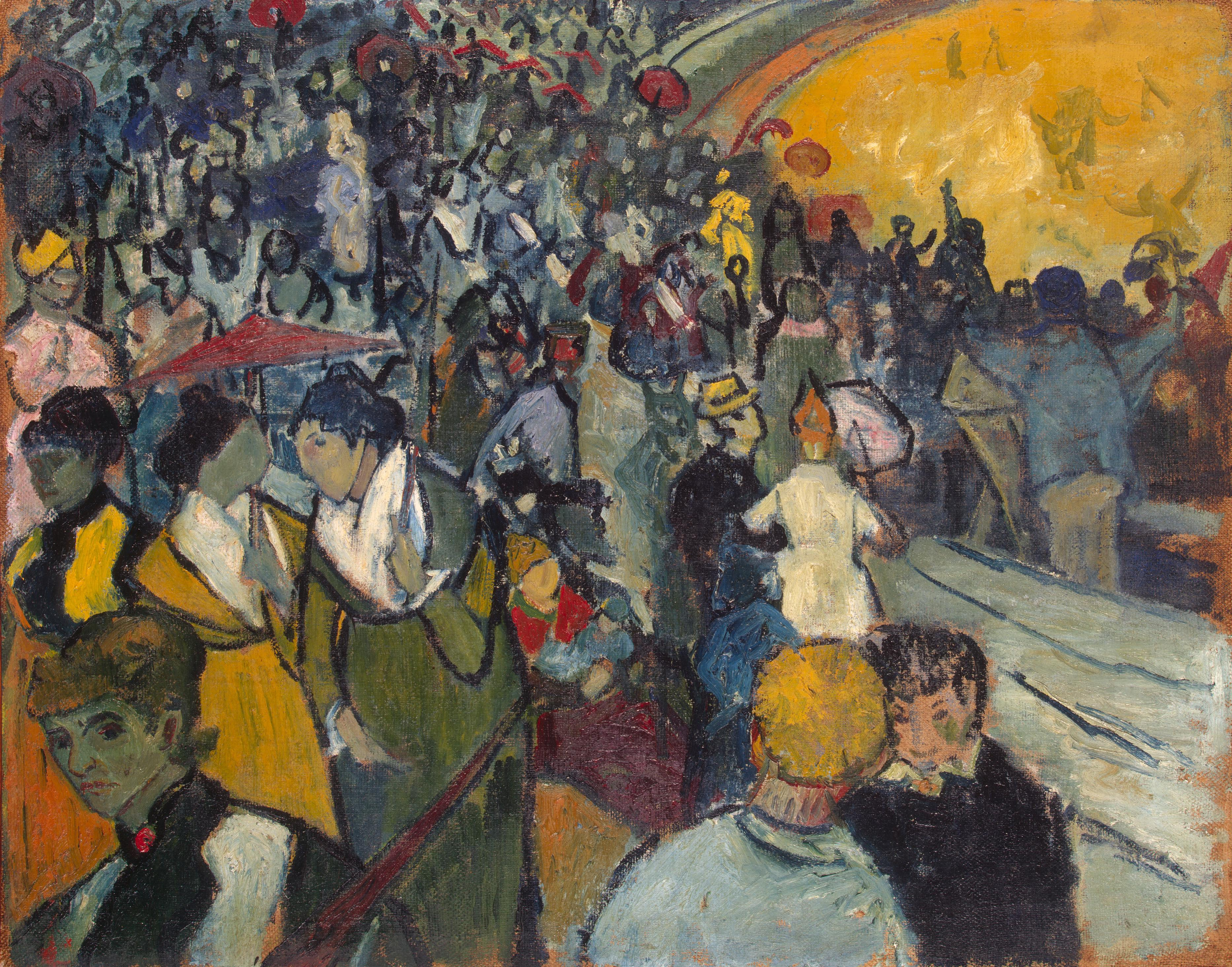
Vincent van Gogh - Les Arènes d'Arles, 1888, musée de l'Ermitage.

Les arènes ont inspiré de nombreux peintres, comme Vincent van Gogh ou Picasso, qui trouvera à Arles ce que son Espagne natale ne pouvait plus lui offrir : la culture des jeux taurins.
Elles ont également été photographiées, dès les années 1850 par Édouard Baldus,,, dans le cadre de la Mission héliographique et par Dominique Roman vers 1860.
Dans le jeu A Plague Tale: Requiem sorti en 2022, les arènes sont illustrées dans leur aspect médiéval et sont parcourus par l'héroïne Amicia de Rune de même que l Arles médiévale, elles sont dépeintes de façon assez réaliste sur l'aspect qu'elles devaient avoir au XIVe siècle.
Dans le film Heureux qui comme Ulysse, plusieurs scènes ont pour cadre les arènes d'Arles. Elles apparaissent aussi dans Pauvre Petite Fille riche, épisode de la série télévisée britannique L'Aventurier diffusée à partir de 1972 : le héros Gene Bradley (Gene Barry) y pénètre au volant d'une Fiat 124 Sport Spider, empêche un hélicoptère d'y atterrir et réussit à libérer et exfiltrer une jeune et jolie héritière de compagnie pétrolière (incarnée par Judy Geeson), qui avait été enlevée par les agents d'un pays communiste et allait être emmenée par eux par ce moyen.